# Moody Bible Institute

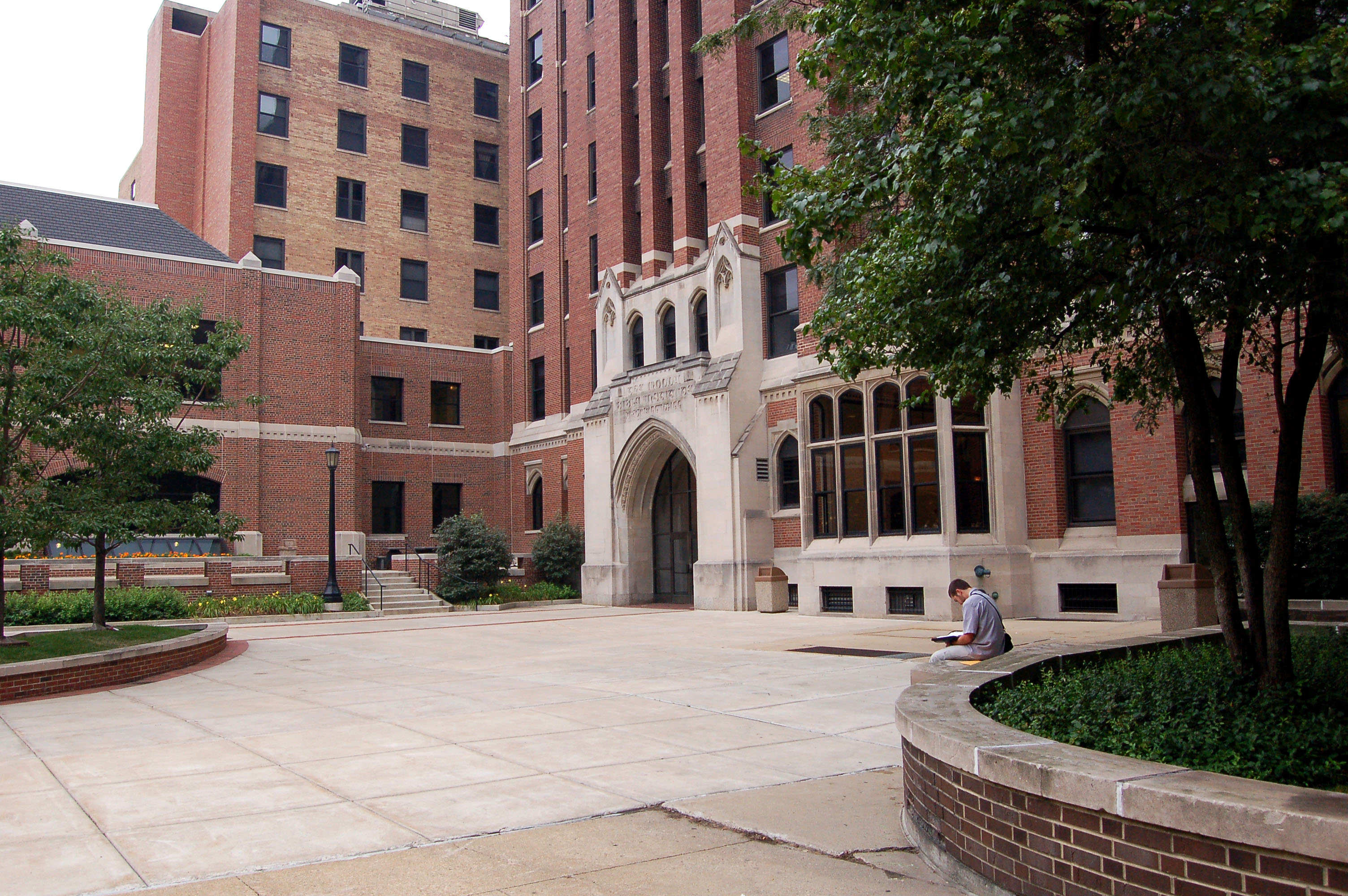
Moody Bible Institute

Het Moody Bible Institute (MBI) is in 1886 opgericht door evangelist en zakenman Dwight L. Moody. De campus bevindt zich in het centrum van Chicago, op hetzelfde terrein dat Moody destijds vond. MBI heeft drie bedieningen: onderwijs, het verzorgen van radio- en tv-programma's en een uitgeverij.